# Iñaki Piñuel
Iñaki Piñuel y Zabala (Madrid, 31 de julio de 1965) es un psicólogo, ensayista, investigador y profesor español de la materia Organización y Recursos Humanos en la Facultad de Ciencias Empresariales y Ciencias del Trabajo de la Universidad de Alcalá.

## Trayectoria
Es experto en Management, Recursos Humanos y en investigación y divulgación del mobbing o acoso psicológico en el ámbito del trabajo y de la educación.

 Ha comparecido en varias ocasiones como tal en el Senado y en el Parlamento de la nación. Fue director de recursos humanos en varias empresas del sector tecnológico. En la actualidad es psicoterapeuta y consultor especialista en la materia, asesor y formador de varios organismos, entre los que cabe destacar el Instituto Nacional de la Seguridad Social (INSS) y el Consejo General del Poder Judicial (CGPJ) en materia de violencia psicológica en el trabajo y en la educación.
Asimismo es Executive MBA por el Instituto de Empresa de Madrid y director de los “Barómetros Cisneros sobre Acoso laboral y Violencia psicológica en el trabajo y Acoso escolar en el entorno educativo”.
Fue autor de Mobbing: Cómo sobrevivir al acoso psicológico en el trabajo (Ed. Sal Terrae, 2001).
En 2008 recibió el Premio Everis de Ensayo Empresarial por la obra: Liderazgo Zero: el liderazgo más allá del poder, la rivalidad y la violencia.
Piñuel, sobre los afectados del mobbing, afirma: 

La mayoría de los casos que narran las víctimas muestran una perversa y sistemática utilización en nuestras organizaciones del mecanismo del chivo expiatorio por el que conviene siempre sacrificar a alguien, normalmente el más vulnerable, al hostigamiento de la mayoría, en beneficio del mantenimiento del statu quo y del dominio de otros. [...] Con este panorama desalentador, los trabajadores establecen entre ellos un nuevo pacto de mutua indiferencia que rompe toda posibilidad de concertar la defensa colectiva de su derecho a la dignidad y a la salud en el trabajo. Así es como la reacción esperable de los trabajadores que presencian el mobbing es el desarrollo del síndrome de "no va conmigo".